# Самерсет (Масачусетс)
Самерсет (енгл. Somerset) насељено је место без административног статуса у америчкој савезној држави Масачусетс.

## Демографија
По попису из 2010. године број становника је 18.165, што је 69 (-0,4%) становника мање него 2000. године.
| Група             | 2000.          | 2010.          |
| Белци             | 17.834 (97,8%) | 17.555 (96,6%) |
| Афроамериканци    | 30 (0,2%)      | 68 (0,4%)      |
| Азијати           | 97 (0,5%)      | 148 (0,8%)     |
| Хиспаноамериканци | 90 (0,5%)      | 191 (1,1%)     |
| Укупно            | 18.234         | 18.165         |